# Ptenochirus minor
Ptenochirus minor es una especie de murciélago de la familia Pteropodidae.

## Distribución geográfica
Es endémica de las Filipinas.